# Braun-Blanquet-methode
De Braun-Blanquet-methode (afgekort Br.-Bl.-methode) is een gestandaardiseerde methode voor het maken van vegetatieopnamen. De methode werd ontwikkeld door de Zwitserse botanicus Josias Braun-Blanquet. De methode wordt sinds 1929 veelvuldig toegepast en valt onder de Frans-Zwitserse school in de vegetatiekunde; deze school is onder andere in Nederland en Vlaanderen van sterke invloed. 

## Werkwijze
Om vegetatie te kunnen analyseren moeten er vegetatieopnamen worden gemaakt. Afhankelijk van de kennis en ervaring van de onderzoeker en de beschikbare tijd worden gewoonlijk alleen de vaatplanten, mossen, en korstmossen onderzocht; onder de (niet-gelicheniseerde) algen worden alleen de 'macroalgen' (inclusief kranswieren en dominante terrestrische algen zoals paars heideviltwier) gedetermineerd, maar soms wordt ook enkel de bedekking genoteerd. Een bij voorkeur vierkant proefvlak moet een bepaalde minimale afmeting (het "minimumareaal") hebben, die weer afhankelijk is van de homogeniteit van de vegetatie. Daarnaast dienst de soortensamenstelling over het gehele oppervlak homogeen te zijn. De opname moet ten minste bestaan uit een lijst van soorten, liefst per vegetatielaag en een totale bedekking. 
De volgende vegetatielagen kunnen, afhankelijk van de situatie in het veld, worden onderscheiden:
- algenlaag, in niet-aquatische milieus enkele millimeters hoog
- moslaag met de zeer kleine planten (tot ongeveer 10 cm hoog)
- kruidlaag, indien nuttig, onderverdeeld in lage en hoge kruidlaag
- struiklaag, indien nuttig, onderverdeeld in lage (met bijvoorbeeld heidesoorten) en hoge struiklaag
- boomlaag, indien nuttig, onderverdeeld in lage en hoge boomlaag

Van alle aanwezige/onderscheiden vegetatielagen wordt de geschatte bedekking binnen het proefvlak genoteerd. Daarenboven wordt eveneens de totale bedekking van de gehele vegetatie (op het substraat), dus van alle lagen van het proefvlak, geschat. Van alle lagen wordt ook de gemiddelde, geschatte hoogte genoteerd. Bij de kruidlaag van bijvoorbeeld een grasland bestaande uit dunne, slappe en soms ook in de wind sterk bewegende soorten kan dat soms moeilijk te schatten zijn. Een denkbeeldig hulpmiddel dat vaak wordt toegepast is de visualisatie dat er een blok piepschuim op het proefvlak wordt gelegd; de hoogte waarop het piepschuimblok op de vegetatie blijft liggen zou dan de gemiddelde hoogte zijn.
Van alle onderzochte soorten soort wordt informatie vastgelegd over:
- de hoeveelheid:
  - de abundantie: de hoeveelheid planten in het proefvlak
  - de bedekkingsgraad: de procentuele bedekking van de projectie van de planten
  - de frequentie: het aantal keer dat een soort wordt aangetroffen in deelvlakken van het proefvlak (meestal niet bij de Braun-Blanquet-methode)
- de sociabiliteit, dispersie of 'kliekgraad': de mate waarin soorten gegroepeerd zijn (bv. willekeurig verspreid, regelmatig of geklonterd)
- de conditie van de planten:
  - de vitaliteit: de mate waarin de planten gedijen (bv. dwerg- of kommervorm, afgegeten, volledig uitgegroeid)
  - de fenologische toestand: het stadium van de levenscyclus waarin de soort verkeert (bv. vegetatief, knopdragend, bloeiend, met rijpe vruchten)
  - de fertiliteit: de mate waarin vruchtzetting plaatsvindt en het stadium daarvan (bv. met onrijpe vruchten, met rijpe zaden, zaden al verdwenen uit vrucht)

Enkele zaken worden hier gecombineerd geschat, zoals de abundantie en de bedekking.
De methode is belangrijk om vegetatie te kunnen classificeren in associaties of plantengemeenschappen. Bij deze methode wordt er vooral gekeken naar de gehele floristische samenstelling en vegetatiestructuur en niet alleen naar dominantie van soorten.
Bij elke vegetatieopname wordt ook nog de expositie en de hellingshoek van het desbetreffende proefvlak genoteerd.

## Braun-Blanquet-schaal
Voor de (basale) Braun-Blanquet-methode wordt een schaal toegepast. In deze schaal wordt aangegeven welke plantensoorten er voor komen in een vooraf afgezet gebied (veelal een homogene, representatieve afspiegeling van vegetatie). Vervolgens wordt er achter de soort een symbool gezet uit de Braun-Blanquet-schaal. Dit symbool geeft aan in welke mate de soort voorkomt en het gebied bedekt.
De meest recente Braun-Blanquet-methode werkt met de aangepaste schaal van Barkman, Doing en Segal.
| Schattingsschalen voor vegetatieopnamen | Schattingsschalen voor vegetatieopnamen | Schattingsschalen voor vegetatieopnamen | Schattingsschalen voor vegetatieopnamen | Schattingsschalen voor vegetatieopnamen | Schattingsschalen voor vegetatieopnamen | Schattingsschalen voor vegetatieopnamen | Schattingsschalen voor vegetatieopnamen | Schattingsschalen voor vegetatieopnamen | Schattingsschalen voor vegetatieopnamen | Schattingsschalen voor vegetatieopnamen | Schattingsschalen voor vegetatieopnamen |
| --------------------------------------- | --------------------------------------- | --------------------------------------- | --------------------------------------- | --------------------------------------- | --------------------------------------- | --------------------------------------- | --------------------------------------- | --------------------------------------- | --------------------------------------- | --------------------------------------- | --------------------------------------- |
| Braun-Blanquet-schaal                   | Braun-Blanquet-schaal                   | Braun-Blanquet-schaal                   |                                         | Barkman, Doing & Segal                  | Barkman, Doing & Segal                  | Barkman, Doing & Segal                  |                                         | Van der Maarel                          |                                         | Tansley-schaal                          | Tansley-schaal                          |
| Symbool                                 | Bedekking                               | Talrijkheid                             | Symbool                                 | Bedekking                               | Talrijkheid                             | Symbool                                 | Aanwezigheid                            | Van der Maarel                          |                                         |                                         |                                         |
| +                                       | ≤ 1%                                    | weinig individuen                       |                                         | r                                       | ≤ 1%                                    | enkele individuen (1–2)                 |                                         | 1                                       |                                         | s                                       | sporadisch (sporadic)                   |
| +                                       | ≤ 1%                                    | weinig individuen                       | +                                       | ≤ 1%                                    | weinig individuen (2–5)                 | 2                                       | r                                       | zelden (rare)                           |                                         |                                         |                                         |
| 1                                       | ≤ 5%                                    | veel individuen                         | 1                                       | ≤ 5%                                    | veel individuen (5–50)                  | 3                                       | o                                       | zo nu en dan (occasional)               |                                         |                                         |                                         |
| 2                                       | ≤ 5%                                    | veel individuen                         | 2m                                      | ≤ 5%                                    | zeer veel individuen (≥ 50)             | 4                                       | lf                                      | locally frequent                        |                                         |                                         |                                         |
| 2                                       | 5%–25%                                  | -                                       | 2a                                      | 5%–12,5%                                | -                                       | 5                                       | f                                       | frequent (frequent)                     |                                         |                                         |                                         |
| 2                                       | 5%–25%                                  | -                                       | 2b                                      | 12,5%–25%                               | -                                       | 6                                       | la                                      | locally abundant                        |                                         |                                         |                                         |
| 3                                       | 25%–50%                                 | -                                       | 3                                       | 25%–50%                                 | -                                       | 7                                       | a                                       | talrijk (abundant)                      |                                         |                                         |                                         |
| 4                                       | 50%–75%                                 | -                                       | 4                                       | 50%–75%                                 | -                                       | 8                                       | ld                                      | locally dominant                        |                                         |                                         |                                         |
| 5                                       | 75%–100%                                | -                                       | 5                                       | 75%–100%                                | -                                       | 9                                       | d/cd                                    | overheersend (co-/dominant)             |                                         |                                         |                                         |

De schaal kan uitgebreid worden door achter de symbolen de fenologische toestand, zoals de fase van de bloei- of levenscyclus, en de vitaliteit van de plant of het korstmos aan te geven. Tevens worden als toevoeging soorten tussen haakjes bij de opname genoteerd (maar zonder bedekkingsgetal) die buiten het proefvlak vallen, maar wel veel in de desbetreffende vegetatie staan.
De numerieke waarden zijn door Eddy van der Maarel toegevoegd om numerieke gegevensverwerking mogelijk te maken, zoals clusteranalyse en ordinatie.
De totaalbedekking, maar ook een totale bedekking per vegetatielaag, kan goed > 100% bedragen. Dit komt doordat planten en/of korstmossen vaak ook gedeeltelijk over elkaar heen groeien.